# TREC (paardensport)
Technique de Randonnée Equestre de Compétition (Frans Competitieve Ruiter Trektochttechnieken) vaak afgekort tot TREC is een hippische discipline afkomstig uit Frankrijk. Het werd ontwikkeld om de bekwaamheid van de combinatie van paard en ruiter te testen tijdens trektochten.